# Château de Dolan
Zříceniny hradu Château de Dolan se nalézají na plošině mezi dvěma roklemi s výhledem do soutěsky Gorges du Tarn nedaleko od silnice spojující vesnice Les Vignes v údolí řeky Tarn a Saint-Rome-de-Dolan na náhorní plošině Causse de Sauvaterre.

## Historie
V roce 1041 hrad vlastnil Raymondus a v roce 1174 Hugues.[ujasnit] V té době patřilo baronství Dolan rodu stejného jména. Ve 13. století přešlo na rod Sévéraců, poté na rod Arpajonů a v roce 1728 patřilo hraběnce z Roye.
Za vlády Jindřicha IV. do Dolanu zřídkakdy přijížděla baronka z Dolanu, paní de Castelnau, vdova po Ludvíku d'Arpajonovi, pánovi hradu Sévérac. Baronka vyznávala novoprotestantismus a  pozvala na hrad jednoho večera 14 místních kněží. Po jídle je zavedla na terasu zámku, kde jim dala na výběr buď odpadnout od víry, nebo zemřít. Jediný syn paní de Castelnau později postavil na místě tragédie smírčí kapli, z níž dnes zbyly jen základy. 
Château de Dolan existoval ještě v roce 1730 a baronský majetek byl zřejmě prodán v roce 1793.